# Wim van der Gaag
Wim van der Gaag (Rotterdam, 14 juli 1936) is een Nederlands voormalig profvoetballer. Hij kwam als aanvaller uit voor BVC Rotterdam, Vitesse, Emma, BVV, AGOVV, PEC en verschillende Australische voetbalclubs. Hij is de vader van voormalig voetballer Mitchell van der Gaag en grootvader van Jordan van der Gaag.

## Carrièrestatistieken
| Seizoen         | Club            | Land            | Competitie        | Competitie | Competitie | Beker | Beker | Internationaal | Internationaal | Overig | Overig | Totaal | Totaal |
| Seizoen         | Club            | Land            | Competitie        | Wed.       | Dlp.       | Wed.  | Dlp.  | Wed.           | Dlp.           | Wed.   | Dlp.   | Wed.   | Dlp.   |
| --------------- | --------------- | --------------- | ----------------- | ---------- | ---------- | ----- | ----- | -------------- | -------------- | ------ | ------ | ------ | ------ |
| 1954/55         | BVC Rotterdam   | Nederland       | NBVB (Afgebroken) | –          | 1          | –     | –     | –              | –              | –      | –      | –      | 1      |
| 1954/55         | Vitesse         | Nederland       | Eerste klasse C   | –          | 1          | –     | –     | –              | –              | –      | –      | –      | 1      |
| 1955/56         | Emma            | Nederland       | Hoofdklasse B     | –          | 7          | –     | –     | –              | –              | –      | –      | –      | 7      |
| 1956/57         | BVV             | Nederland       | Eredivisie        | –          | –          | –     | –     | –              | –              | –      | –      | –      | –      |
| 1957/58         | BVV             | Nederland       | Eredivisie        | –          | –          | –     | –     | –              | –              | –      | –      | –      | –      |
| 1958/59         | AGOVV           | Nederland       | Eerste divisie A  | –          | –          | –     | –     | –              | –              | –      | –      | –      | –      |
|                 |                 |                 |                   |            |            |       |       |                |                |        |        |        |        |
| 1966/67         | AGOVV           | Nederland       | Tweede divisie    | –          | 4          | –     | –     | –              | –              | –      | –      | –      | –      |
| 1967/68         | PEC             | Nederland       | Tweede divisie    | –          | 0          | –     | 2     | –              | –              | –      | –      | –      | 2      |
| Carrière totaal | Carrière totaal | Carrière totaal | Carrière totaal   | –          | –          | –     | –     | –              | –              | –      | –      | –      | –      |